# CITIC Plaza

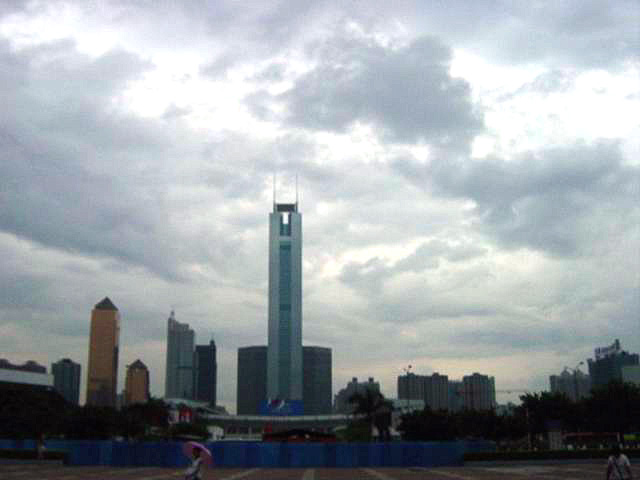
CITIC Plaza

CITIC Plaza este un zgârie-nori de 80 de etaje situat în orașul Guangzhou, China.
Are o înălțime structurală de 391 de metri incluzând două antene înalte pe acoperișul clădirii.
Când a fost terminată în 1997 a fost cea mai înaltă clădire din afara orașelor New York și Chicago astfel fiind cea mai înaltă clădire din China și din Asia.